# مشاع شهيد مشفق (أرسك)
مشاع شهید مشفق (بالإنجليزية: Masha-ye Shahid Mashfiq)‏ هي مستوطنة تقع في إيران في قسم أرسك الريفي.